# Дюрбюї
Дюрбюї — комуна у Валлонії, розташована в провінції Люксембург, округ Марш-ан-Фамен. Належить Французькому мовному співтовариству Бельгії. На площі 156,61 км² проживає 10 531 людина (щільність населення — 67 чол./км²), з яких 49,29 % — чоловіки та 50,71 % — жінки. Середній річний дохід душу населення 2003 року становив 10 981 євро.
Поштовий код: 6940, 6941. Телефонний код: 086.

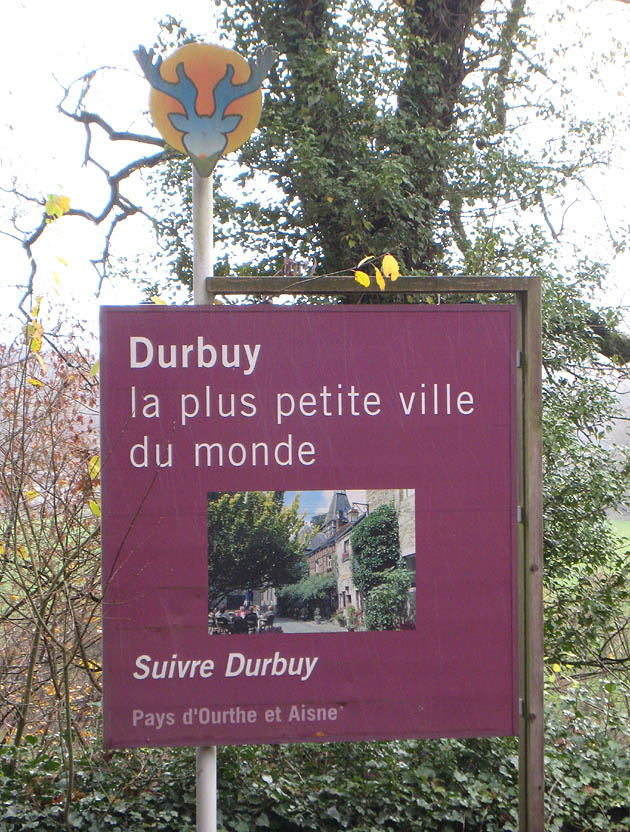
Міський знак описує Дюрбюї як найменше місто у світі